# Delphinium lycoctonifolium
Delphinium lycoctonifolium är en ranunkelväxtart som beskrevs av Leveille. Delphinium lycoctonifolium ingår i släktet storriddarsporrar, och familjen ranunkelväxter. Inga underarter finns listade i Catalogue of Life.